# Chinese YMCA of Hong Kong

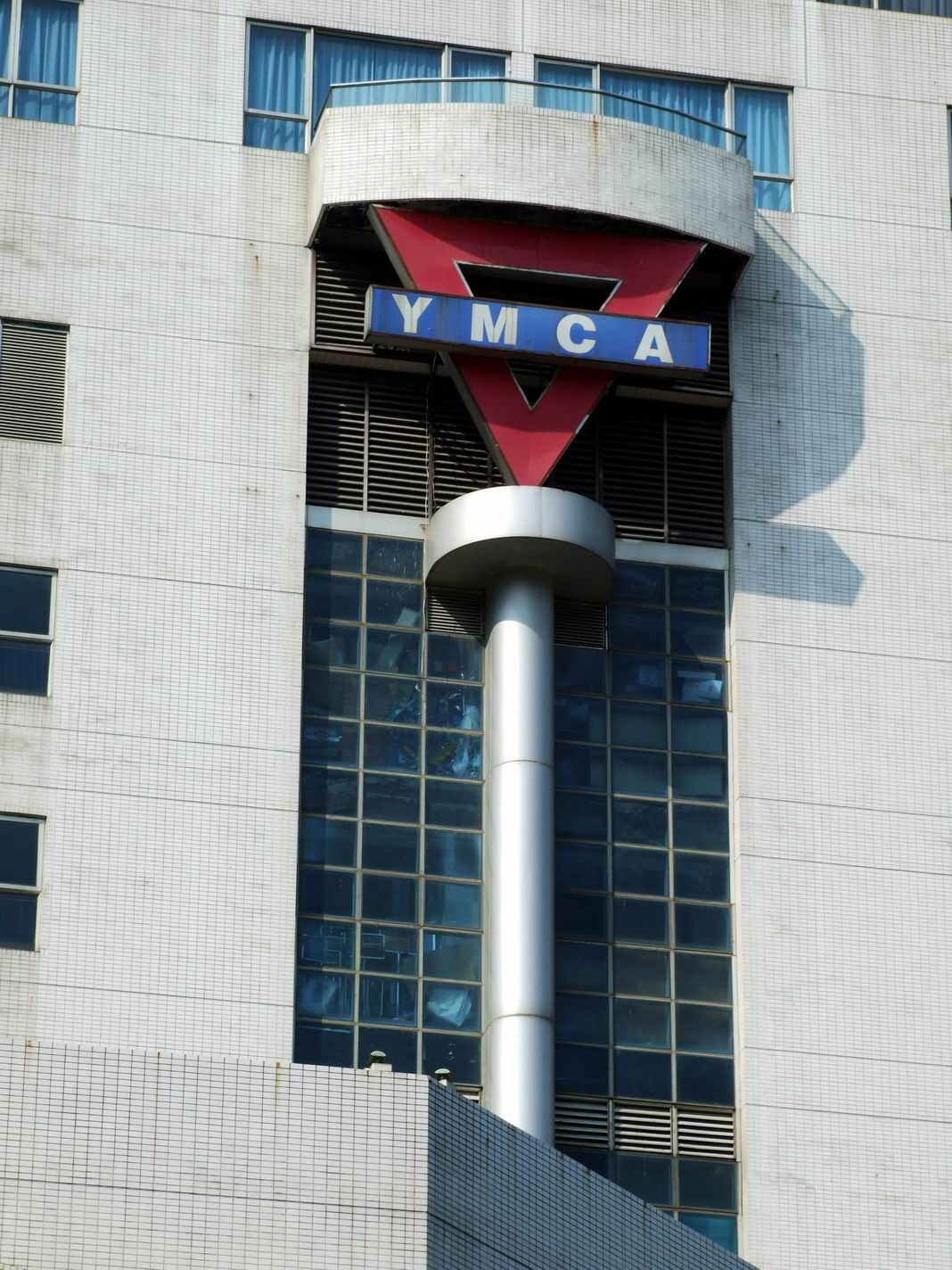
Logo YMCA Kowloon Centre

Chinese YMCA of Hong Kong (chiń. 香港中華基督教青年會) – instytucja społeczno-charytatywna w Hongkongu. Została założona w 1901 roku przez Huo Qingtang, żonę kantońskiego biznesmena Ma Ying Piu.
W ramach tej instytucji działa kilka obiektów, między innymi Wu Kai Sha Youth Village.

## Galeria

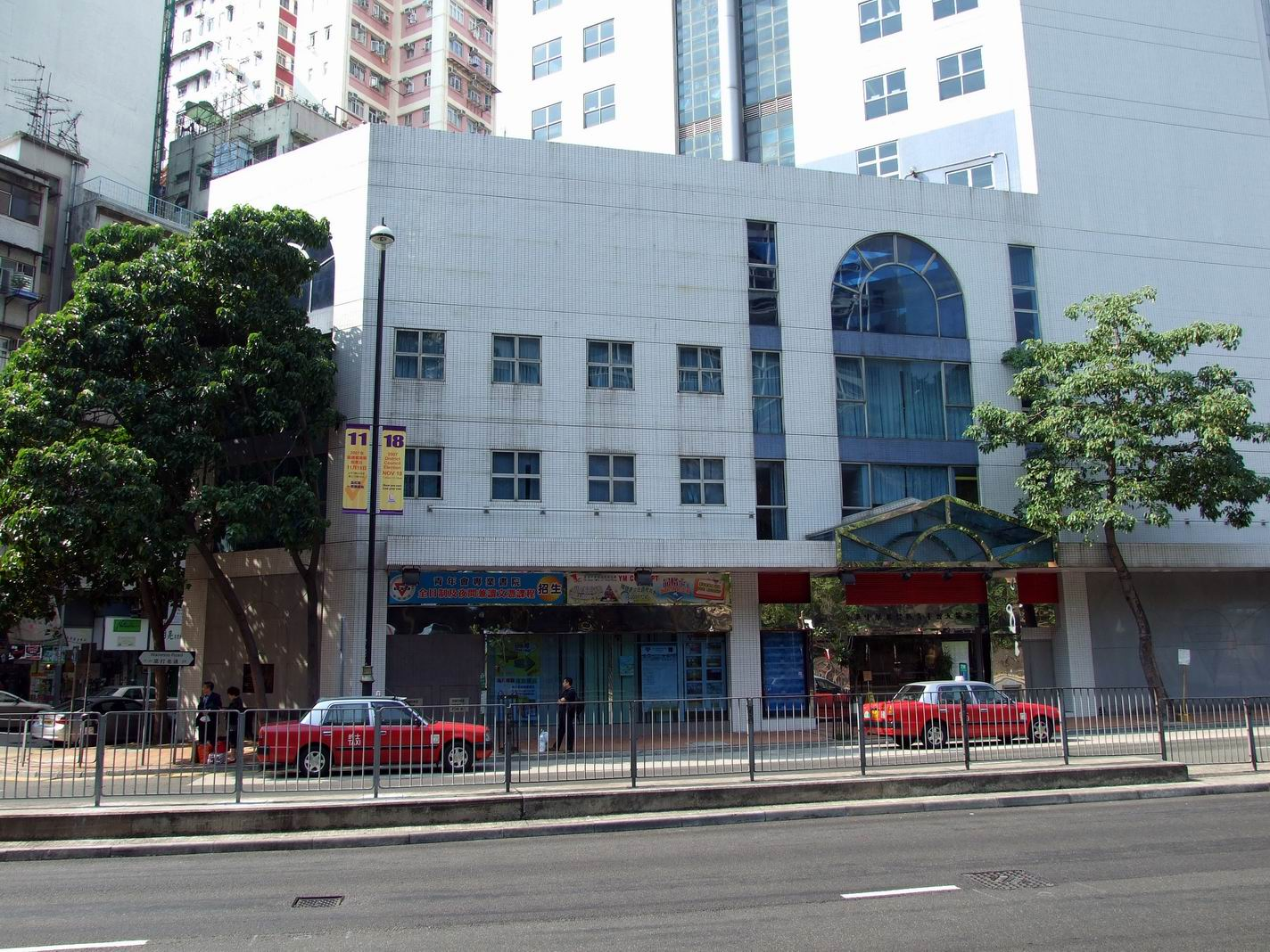
YMCA Kowloon Centre
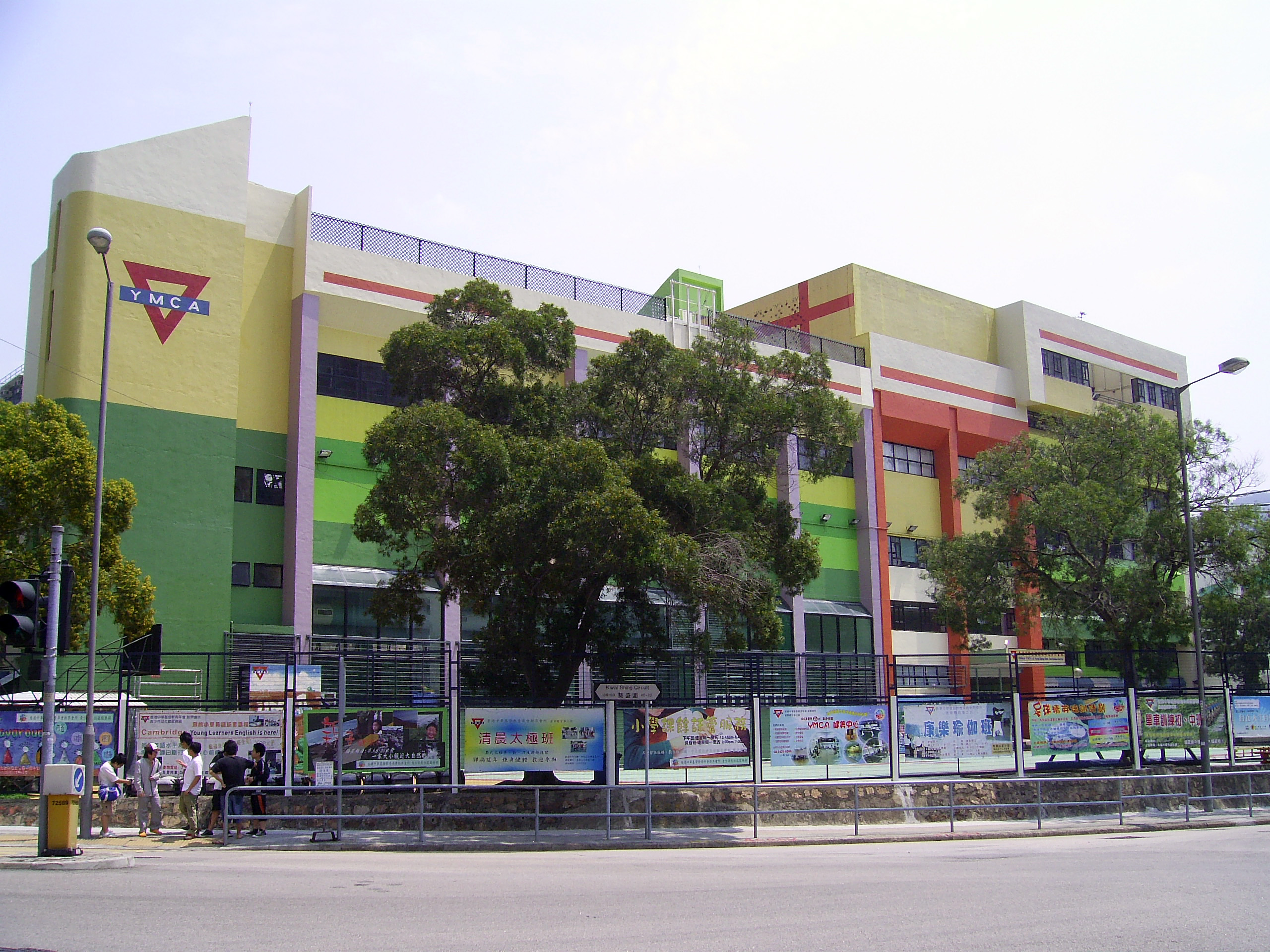
New Territories Centre
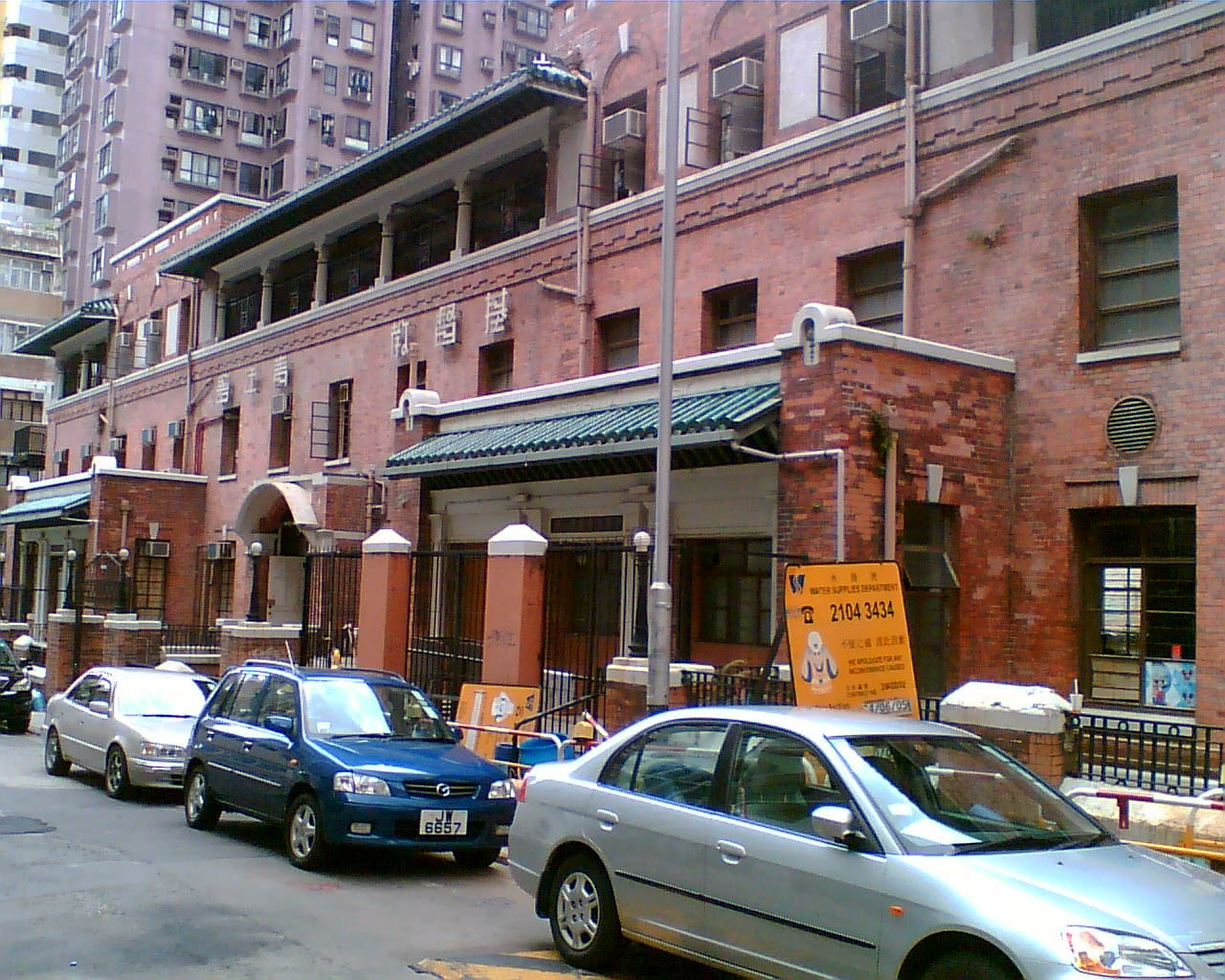
Bridges Street Centre
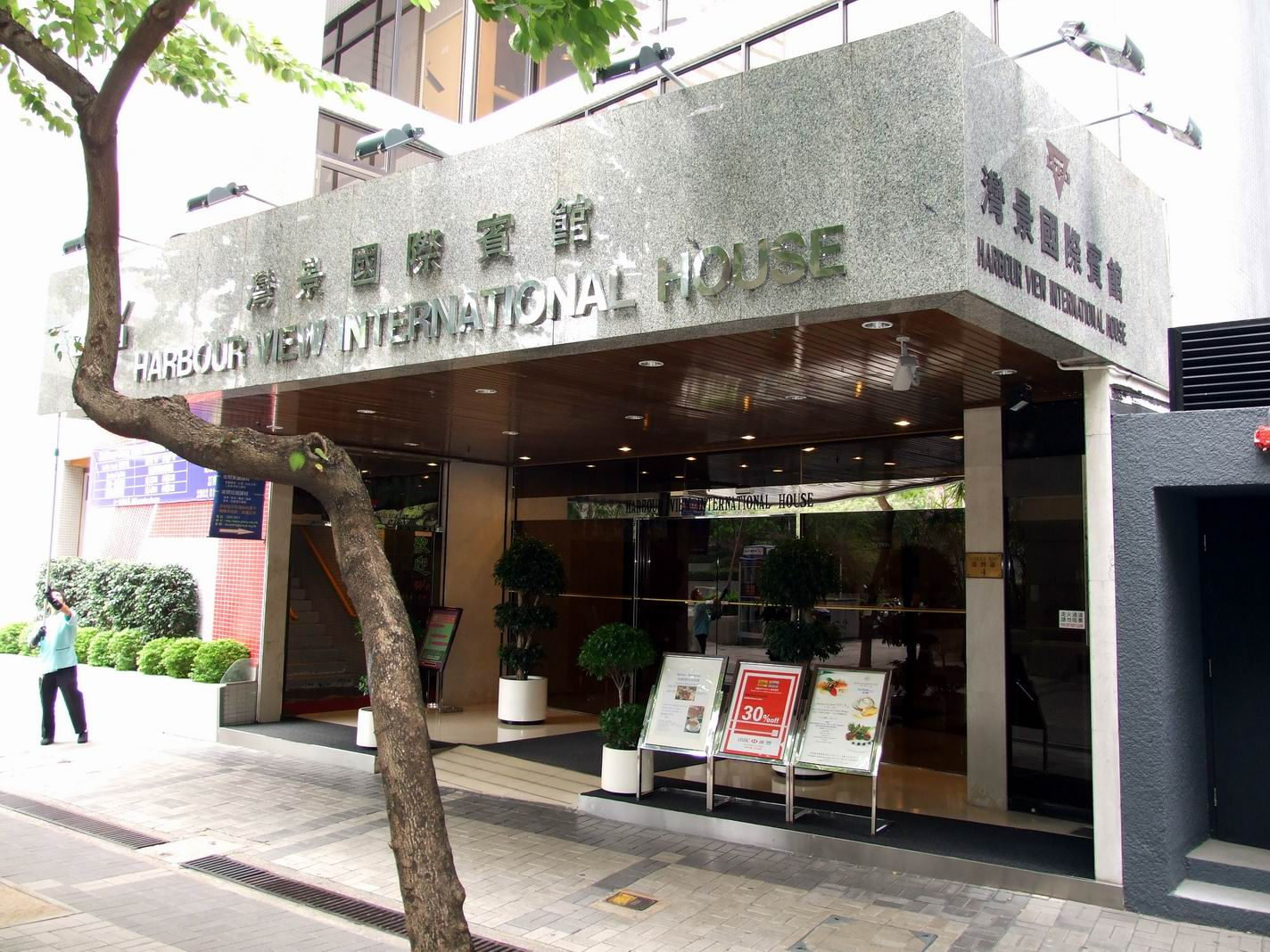
Hotel Harbourview International House
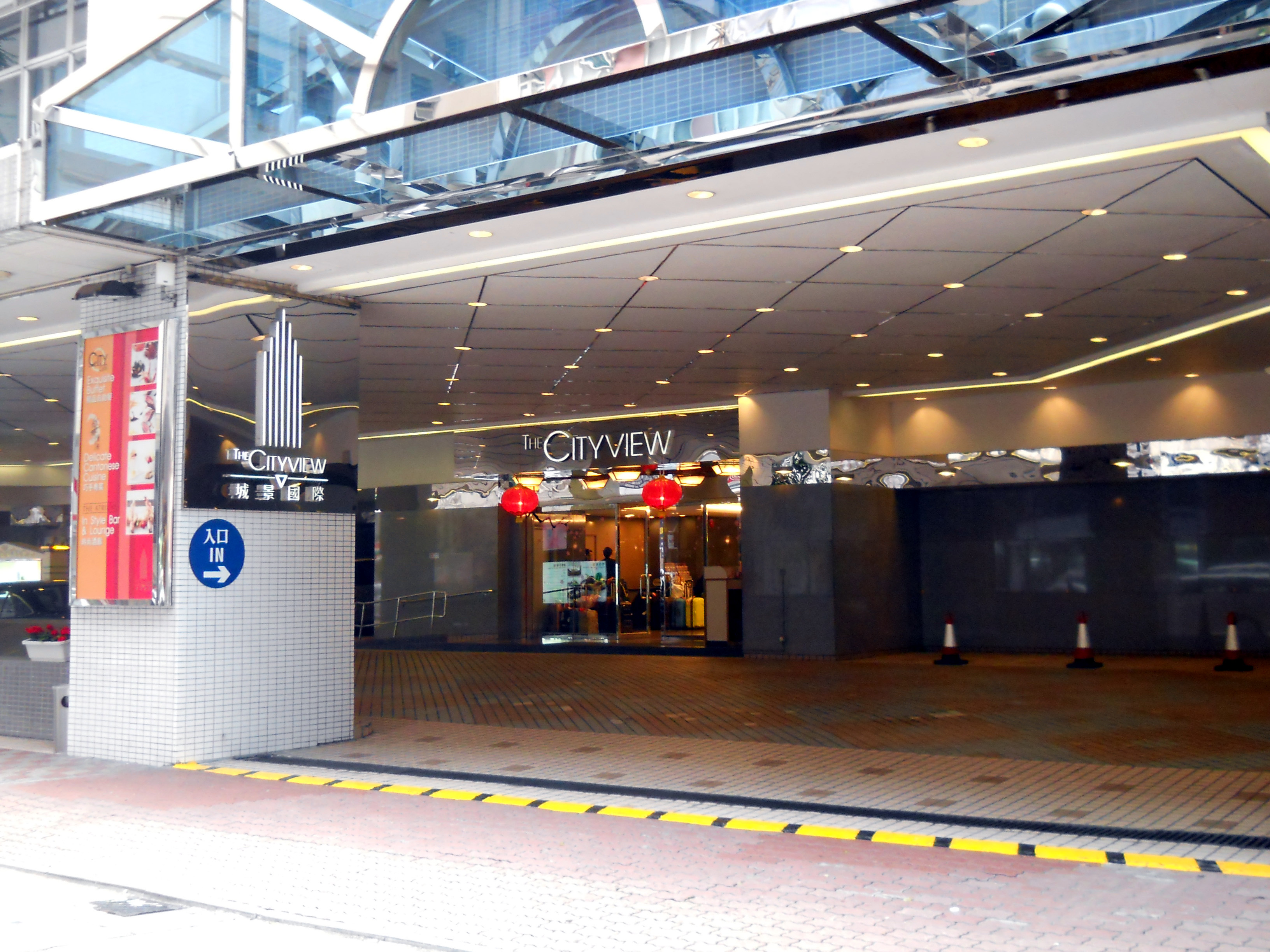
Hotel Cityview